# Корсика (Јужна Дакота)
Корсика (енгл. Corsica) град је у америчкој савезној држави Јужна Дакота.

## Демографија
По попису из 2010. године број становника је 592, што је 52 (-8,1%) становника мање него 2000. године.
| Група             | 2000.       | 2010.       |
| Белци             | 638 (99,1%) | 573 (96,8%) |
| Афроамериканци    | 2 (0,3%)    | 1 (0,2%)    |
| Азијати           | 0 (0,0%)    | 1 (0,2%)    |
| Хиспаноамериканци | 0 (0,0%)    | 6 (1,0%)    |
| Укупно            | 644         | 592         |